# Oaks Club Challenger 2013
L'Oaks Club Challenger 2013 è stato un torneo femminile di tennis giocato sulla terra verde. È stata la 3ª edizione del torneo dell'Oaks Club Challenger, che fa parte della categoria ITF 50 K nell'ambito dell'ITF Women's Circuit 2013. Il torneo si è giocato all'Oaks Club di Osprey, dal 25 al 31 marzo 2013.

## Campionesse

### Singolare
Mariana Duque Mariño ha battuto in finale  Estrella Cabeza Candela con il punteggio di 7–6(2), 6–1.

### Doppio
Raquel Kops-Jones /  Abigail Spears hanno battuto in finale  Verónica Cepede Royg /  Inés Ferrer Suárez con il punteggio di 6–1, 6–3.